# 井頭政之
井頭 政之（いがしら まさゆき） は、日本の原子力工学者。東京工業大学名誉教授。仁科記念賞受賞。

## 人物・経歴
岡山市生まれ。1970年岡山県立岡山朝日高等学校卒業。1974年東京工業大学（のちの東京科学大学）理学部応用物理学科卒業。1976年同大学大学院理工学研究科原子核工学専攻修士課程修了。1978年同博士課程中退、同大学原子炉工学研究所助手。1987年工学博士。1990年東京工業大学原子炉工学研究所助教授。1997年手島記念研究賞（研究論文賞）受賞。2002年度仁科記念賞を永井泰樹と共同受賞。2009年東京工業大学原子炉工学研究所教授。2017年東京工業大学名誉教授。指導学生に堀順一京都大学複合原子力科学研究所教授など。